# James Daunt
Achilles James Daunt (18 d'octubre de 1963) és un home de negocis britànic. Va fundar la cadena Daunt Books, i des del maig de 2011 és el conseller delegat de la cadena de llibreries Waterstones. El 2019 va esdevenir conseller delegat de la cadena de llibreries estatunidenques Barnes & Noble.
Achilles James Daunt nasqué el 18 d'octubre de 1963, fill del diplomàtic Timothy Daunt i Patricia Susan Knight. Rebé la seva educació a Sherborne School, abans d'estudiar història a Pembroke College, Universitat de Cambridge.
La seva primera feina va ser com a superintendent a Carnival Cruise Lines. Després de treballar com a banquer per JP Morgan, fundà Daunt Books, una cadena de sis llibreries a Londres. El maig de 2011 va ser nomenat conseller delegat de Waterstones pel flamant propietari, el bilionari rus Alexander Mamut. El 2011, els dos van aparèixer a la quarta plaça d'una llista del diari The Guardian de les 100 persones més importants de la indústria del llibre britànica.
Daunt fou elegit Membre Honorari ('Honorary Fellow') de la Royal Society of Literature el 2017.
Està casat amb Kary Steward, professional sanitària; tenen dues filles, Molly i Eliza; i viuen en una casa de quatre pisos a Hampstead. Tenen una segona residència a Suffolk i una tercera a Escòcia.